# Klara Žižić
Klara Žižić (ur. 1626 w Drnišu, zm. 21 września 1706 w Szybeniku) – chorwacka sługa Boża, kandydatka na świętą, założycielka Towarzystwa Sióstr Franciszkanek Niepokalanego Poczęcia NMP.
Imię dane na chrzcie brzmiało Maria. Żyła w czasach, kiedy tereny obecnej Chorwacji częściowo podbite były przez Turków, dominował islam, a religia katolicka znajdowała się pod dużą presją. Przeniosła się do Szybenika, który pozostawał pod wpływami Republiki Weneckiej. Za zgodą lokalnego Kościoła żyła według zasad św. Franciszka z Asyżu. Poświęciła się także udzielaniu pomocy uchodźcom z terenów opanowanych przez Turków. Założyła w tym celu m.in. hospicjum w Szybeniku dla osób zainfekowanych trądem i innymi chorobami.